# Ralph Woodrow
Ralph Woodrow es un ministro evangélico, conferencista y autor de catorce libros sobre doctrina bíblica y vida cristiana. En el libro "Babilonia, Misterio Religioso", su obra más difundida, Woodrow sostiene la tesis del religioso del siglo diecinueve Alexander Hislop quien afirmaba que el catolicismo tuvo su origen en religiones paganas. 
Posteriormente debido a los errores históricos y de sistema de investigación se retractó en otro libro titulado:
The Babylon Connection? "¿La conexión Babilonia?"
Woodrow ha sido ministro religioso por más de cincuenta años, iniciando su ministerio cuando tenía sólo dieciocho años de edad. 